# Żywot Józefa
Żywot Józefa z pokolenia żydowskiego, syna Jakubowego, rozdzielony w rozmowach person, który w sobie wiele cnót i obyczajów zamyka – dramat Mikołaja Reja wydany w 1545 w Krakowie.
Bohaterem utworu jest biblijny patriarcha Józef, opisany w Księdze Rodzaju. Józef, syn Jakuba i Racheli, został sprzedany przez braci do Egiptu. Tam, kuszony przez żonę Potifara, został uwięziony, a następnie uwolniony dzięki umiejętności wyjaśniania snów. Z czasem został wielkorządcą Egiptu. Rej przedstawia całą historię Józefa opisaną w Księdze Rodzaju.
Postać Józefa była popularna w piśmiennictwie XVI w., zwłaszcza w protestanckim i antykatolickim. Tekst Reja nie zawiera jednak wyrażonych wprost takich elementów. Niektóry fragmenty Żywota Józefa wykazują pewne podobieństwo do dramatu holenderskiego humanisty Corneliusa Crocusa pt. Comoedia sacra, cui titulus Ioseph z 1536, są też zbieżności z kilku innymi łacińskimi i niemieckimi dramatami o Józefie. Tekst Reja nie jest jednak wzorowany bezpośrednio na żadnym z nich.
Utwór Reja sytuuje się na pograniczu dramatu i dialogu. Łączy w sobie elementy teatru misteryjnego, moralitetowego i humanistycznego teatru szkolnego. Didaskalia są ubogie, można jednak na ich podstawie zrekonstruować kształt sceniczny Żywota Józefa.